# آرون، مالاوی
آرون، مالاوی (به لاتین: Aaron, Malawi) در مالاوی است که در منطقه مرکزی مالاوی واقع شده‌است.